# Basilia borneensis
Basilia borneensis är en tvåvingeart som beskrevs av Oskar Theodor 1967. Basilia borneensis ingår i släktet Basilia och familjen lusflugor. Inga underarter finns listade i Catalogue of Life.